# Jüdische Gemeinde Karlsruhe

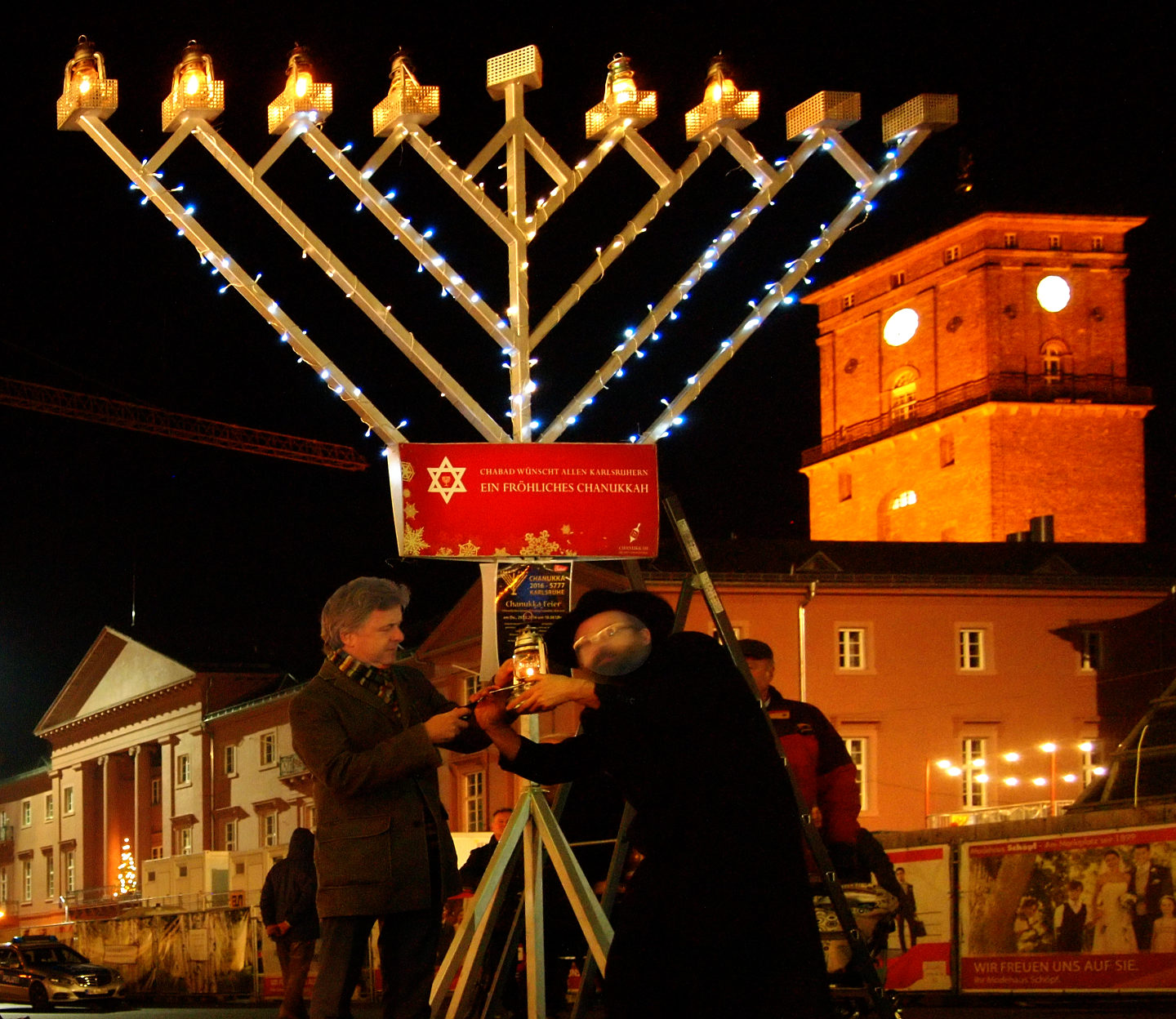
Öffentliche Chanukka-Feier auf dem Karlsruher Marktplatz, 2016

Die Jüdische Gemeinde Karlsruhe (hebräisch ק"ק קרלסרוהה) ist eine Israelitische Kultusgemeinde in Nordbaden. Ihre Vorläufer in den heute nach Karlsruhe eingemeindeten Stadtteilen Durlach und Grötzingen reichen bis in das Mittelalter zurück. Sie besteht seit etwa 1717, unterbrochen in den Jahren 1940 bis 1945. Die Gemeinde ist Teil der Israelitischen Religionsgemeinschaft Baden.

## Historische Entwicklung

### 1715–1800
1715 legte Markgraf Karl Wilhelm von Baden-Durlach im Hardtwald den Grundstein für die in Form einer Sonne angelegte badische Residenz. Durch ein entsprechendes Privileg konnte jeder Bürger werden, der ein Vermögen von 500 Gulden besaß und ein Modellhaus errichtete. Nur eingeschränkt galt dies für Israeliten, die nur gegen Schutzgeld als Schutzjuden aufgenommen wurden. Die früheste, belegte Aufnahme in diesen Status war am 6. Juli 1717 und betraf Isaac Benjamin Caan mit Ehefrau Fradel. Unter den ersten waren auch Joseph Jacob aus Ettlingen (später: Ettlinger), der den Marstall errichtete, Rabbiner Nathan Uri Cahn, gebürtig aus Metz, der 1720 von Pforzheim in die Hauptstadt der Markgrafschaft gekommen war und Emanuel („Mändel“) aus Durlach (später: Reutlinger), der als Judenschultheiß gemeinsam mit dem Rabbiner für die niedere Gerichtsbarkeit, die Einhaltung der Gesetze der Tora und die Besteuerung der Mitglieder verantwortlich war. In seinem Amt folgte ihm 1724 Hoffaktor Salomon Mayer aus Oberwesel am Rhein, neben dem ein Synagogenrat gebildet wurde. Aus der Salomon-Mayer'schen Stiftung (später Modelsche Stiftung) entstand ein Lehrhaus (Bet Ha-Midrasch).
Bereits 1723 legte die Gemeinde am Rüppurrer Tor einen eigenen Friedhof an, benachbart stand eine Herberge für durchreisende Betteljuden und ein Spital. Die Gemeinde erwarb 1724 ein Haus mit Garten in der Kronenstraße, in dem sie Betsaal, Schule und rituelles Bad (Mikwe) einrichtete.
1750 starb Rabbiner Cahn. Als sein Nachfolger wurde Nathanael Weil bestimmt, der viele Jahre in Prag gewirkt hatte. 1752 trat die zwischen Regierung und Gemeindevertretern ausgehandelte Karlsruher Judenordnung in Kraft, die die Rechte und Pflichten der israelitischen Einwohner nach säkularem Recht und nach Religionsgesetz regelte und im Wesentlichen bis 1808/9 Geltung behielt. 1755 brachte der christliche Drucker Held mit Hilfe von jüdischen Setzern das erste in der Stadt gedruckte hebräische Buch heraus, Rabbiner Weils Talmud-Kommentar Korban Netanel. Weitere Titel folgten, gedruckt bei Helds Nachfolger Lotter, darunter Jechiel Heilprins Seder ha-Dorot (1769) und die Erstauflage von Jonathan Eybeschütz' Yearot Dvash („Honigwälder“, 1779/82).
Seit 1762 ist in der Karlsruher Gemeinde die Beerdigungsbruderschaft Chevro Kaddisha (Gemilus Chasodim) belegt, die sich traditionell – neben der Versorgung der Verstorbenen – auch sozialer Belange von Familien und Alten annimmt. Um sie herum entstand ein dichtes Netz religiöser Stiftungen und wohltätiger Vereine.
Als Rabbiner Weil 1769 bei einem Besuch in Rastatt verstarb, entbrannte ein Streit darüber, wo er begraben werden dürfe. Die Karlsruher setzten sich gegen die baden-badische Judenschaft durch, der Leichnam wurde in einem großen Trauerzug in Begleitung von Militär überführt. Das Grab des als Gaon verehrten „Korben Nesanel“, wie er in aschkenasischer Lautung nach seinem Hauptwerk genannt wurde, befindet sich auf dem alten Jüdischen Friedhof an der Kriegsstraße; zu Jahrzeit im Mai wird bis heute jedes Jahr an seinem Grab gebetet. Sein Sohn Jedidia Tia Weil übernahm 1770 das Rabbineramt.
1783 hob der liberale Markgraf Karl Friedrich die (in Baden ohnehin nicht mehr praktizierte) Leibeigenschaft auf. Für die damit verbundenen Steuererleichterungen und die Erlaubnis, den Wohnsitz ohne Erlaubnis des Hofs zu wechseln, gewann das markgräfliche Haus unter den Juden höchstes Ansehen.
Die Gemeinde entwickelte sich deutlich in den ersten Jahrzehnten: 1724 wurden bei der Wahl zu Gemeindeämtern 24 jüdische Familienoberhäupter genannt. 1733 gab es bereits 62 jüdische Familien mit insgesamt 282 Personen. im Jahr 1800 war die Gemeinde bereits auf etwa 530 erwachsene Mitglieder angewachsen.

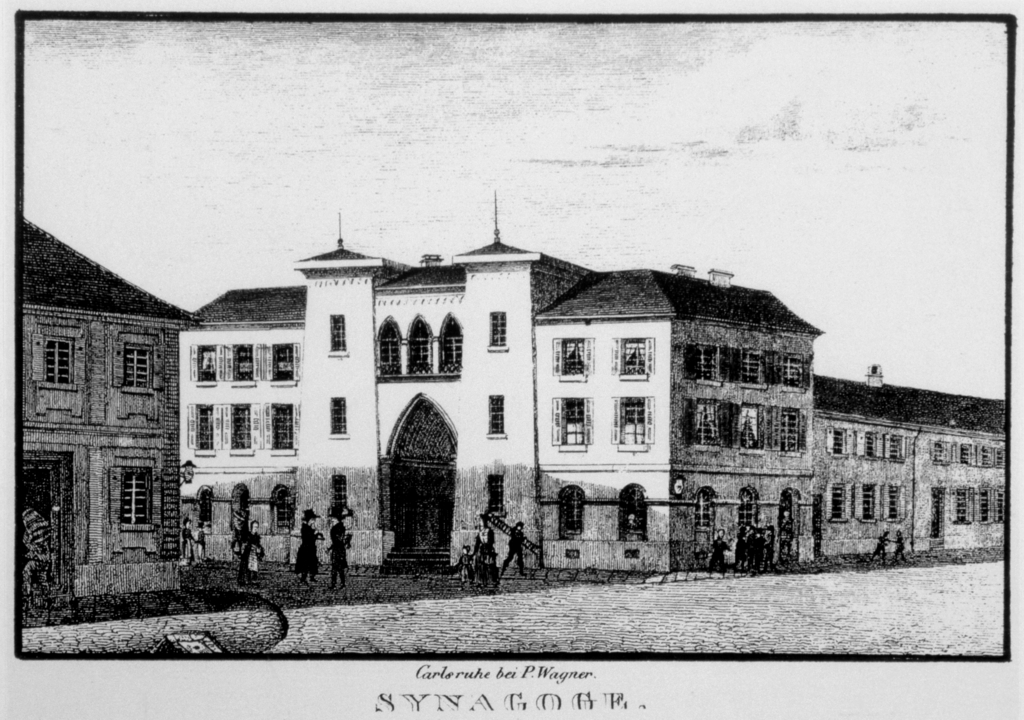
Weinbrenners erste Synagoge (um 1810)

Hof der Synagoge Kronenstraße

1798 begann Friedrich Weinbrenner den Neubau der Synagoge in der Kronenstraße, die acht Jahre später eingeweiht wurde.

### Das 19. Jahrhundert
1809 leitete ein Edikt des Großherzogs die ersten Schritte zur rechtlichen Gleichstellung der jüdischen Religionsgemeinschaft mit anderen Konfessionen ein. Damit einher ging die Gründung des in Karlsruhe angesiedelten Oberrats der Israeliten Badens entsprechend einem Kirchenkonsistorium. Im selben Jahr wurde Ascher Löw(-Wallerstein) als Rabbiner berufen; bis 1837 übte er das Amt aus. Als erster jüdischer Student in Baden und späterer Sekretär des Oberrats machte sich der Karlsruher Naphtali Epstein einen Namen. Er organisierte ein rechtlich fundiertes jüdisches Schulwesen in Baden und trat für moderate Reformen im Kultus ein.
1819 gründete sich auf Initiative des Bankiers Salomon Haber ein reformierter „Tempelverein“. Zehn Familien beteten nach Berliner bzw. Hamburger Vorbild auf deutsch und setzten sich von den traditionell eingestellten Familien ab. Um 1830 begannen weitere Auseinandersetzungen um die bürgerliche Emanzipation, worin die Karlsruher Gemeinde eine Schlüsselrolle spielte.
Jakob Jokew ben Aharon Ettlinger, 1798 in Karlsruhe geboren, Schüler von Ascher Löw und zeitweilig Talmudlehrer am Elias Wormser'schen Lehrhaus, ab 1836 Oberrabbiner und Av Bet-Din in Altona, initiierte eine einflussreiche orthodoxe Gegenbewegung, die besonders in Karlsruhe ihre frommen Anhänger hatte.
Schon Ende des 18. Jahrhunderts hatte sich in Karlsruhe eine eigene Druckerei für hebräische Ritualliteratur etabliert, die unter Pelte Epstein und Löw bzw. Hirsch Wormser als Großherzoglich Privilegirte Hebräische Buchdruckerey mit einigem Erfolg bis etwa 1840 arbeitete.
Beim Brand des Hoftheaters 1847 rettete das Gemeindemitglied Moritz Reutlinger zahlreiche Besucher vor den Flammen bzw. Rauchgasen und wurde dafür vom Großherzog und vielen Bürgern geehrt, während vielerorts im Zuge der revolutionären Bewegung in Baden auch der Antisemitismus aufflammte.
1862 brachte das Gesetz über die bürgerliche Gleichberechtigung der Israeliten zumindest theoretisch gleiche Chancen im Zugang zu Studium und öffentlichen Ämtern, markierte aber auch zunehmende Assimilation und den allmählichen Verlust jüdischer Traditionen. Dem traten seit Mitte des Jahrhunderts orthodoxe Karlsruher entgegen, die sich 1869/70 zum Austritt aus der Mehrheitsgemeinde entschlossen, als die liberale Mehrheit zur Renovierung der Synagoge den Einbau einer Orgel plante.
Gleichzeitig erhielten die badischen Juden weitgehende Gewerbefreiheit und rückten in Staatsämter auf. So erhielt der Karlsruher Anwalt Dr. Rudolf Kusel 1861 einen Sitz in der badischen Ständeversammlung, der Karlsruher Moritz Ellstätter wurde 1868 badischer Finanzminister.
Nachdem 1871 die Synagoge in der Kronenstraße beim Brand eines Nachbarhauses zerstört worden war, entstand nach den Plänen von Josef Durm in den Jahren 1872–75 ein Neubau mit Gemeindehaus und Wohnungen.

### Jahrhundertwende bis 1933

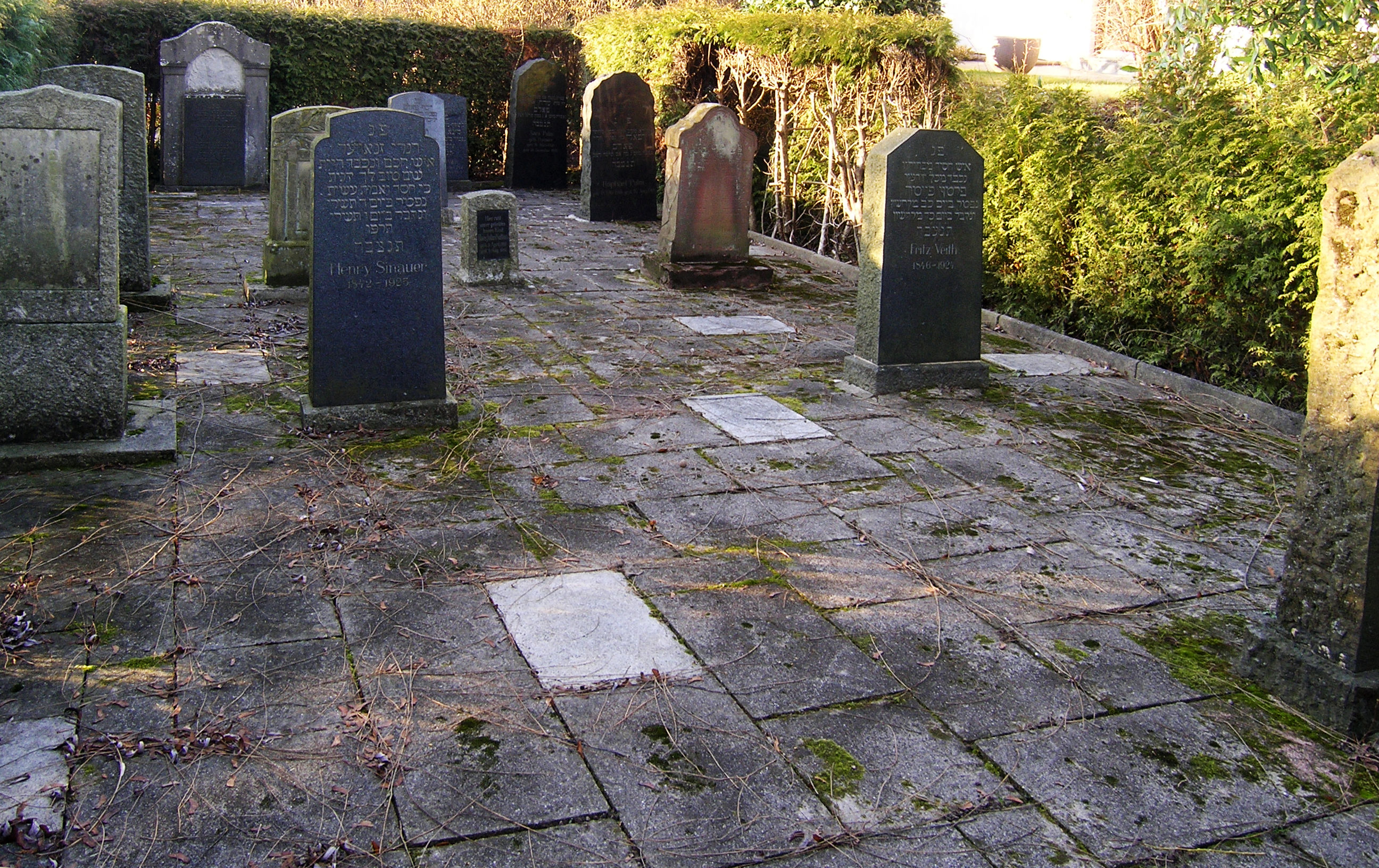
Jüdischer Friedhof Grötzingen

Um 1900 entschied die Stadtverwaltung, die Kriegsstraße am Mendelssohnplatz (dem alten Rüppurrer Tor) zu verbreitern. Der dortige Friedhof war dem Vorhaben im Weg. Gegen den erbitterten Widerstand beider Gemeinden, die auf die Unantastbarkeit jüdischer Friedhöfe nach den Gesetzen der Tora verwiesen, erzwang die Stadt die Auflösung des Friedhofs und Umbettung der Toten.
Gegründet auf die Synagogalmusik von Lewandowski und Sulzer, entfaltete sich in der Synagoge in der Kronenstraße etwa ab der Jahrhundertwende ein reges Musikleben. Kapellmeister Kurt Stern dirigierte und komponierte, der nicht-jüdische Musikdozent Theodor Munz komponierte, spielte Orgel am Schabbat und leitete den Chor, ähnliche Aufgaben übernahm bei anderen Gelegenheiten Ruth Porita (Poritzky), die – wie ihre Gesangskollegin Elsa Eis – gelegentlich an Feiertagen Teile der Liturgie vortrug.
Anfang des Jahrhunderts erreichte das Judentum in der Stadt eine gewisse Blüte. Die Stadt hatte 1925 3.386 jüdische Einwohner/-innen, davon dürften etwa 60 % der liberal bis konservativ eingestellten Hauptgemeinde angehört haben, ungefähr 20 % der Austrittsgemeinde.
Einigen Ruhm erwarb der Karlsruher Innenminister Ludwig Haas beim Sturz der Monarchie im November 1918, als er sich an der Spitze eines Trupps von Soldaten schützend vor die Familie des abgedankten Großherzogs Friedrich stellte. Verwurzelt im liberalen Judentum, sah sich Rechtsanwalt Dr. Haas als „deutscher Staatsbürger jüdischen Glaubens“.
Das jüdische Vereinswesen in Karlsruhe war vielfältig. Die meisten Vereine hatten Mitglieder sowohl aus der Mehrheitsgemeinde als auch aus der Orthodoxie. So gab es die traditionellen Israelitischen Frauen-, Brotunterstützungs- und Männerkrankenvereine; aus jüngerer Zeit örtliche Zweige des Central-Vereins deutscher Bürger jüdischen Glaubens und des Reichsbundes jüdischer Frontsoldaten sowie die Karl-Friedrich-Loge des Bne Brit. Zu den Neugründungen der Zeit zählten das Lehrhaus Chaim Nachman Bialik, der Turnclub TCK 03 und der Sportklub Hakoah.

### Verfolgungen und Holocaust

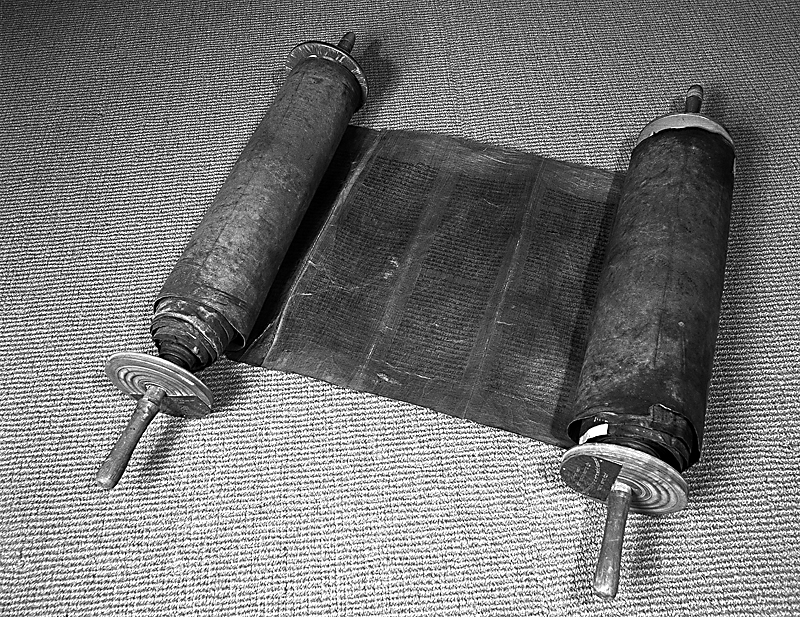
Karlsruher Torarolle (Krautheim, wohl 13. Jh.), heute im Wolfson-Museum Jerusalem

Seit 1933 begann eine starke Zuwanderung von Familien aus der ländlichen Umgebung nach Karlsruhe und zugleich die Emigration nach westlichen Ländern sowie die verstärkte Alija nach dem Mandatsgebiet Palästina. 1936 wurden alle schulpflichtigen Kinder in eine separate Jüdische Schule in der Markgrafenstraße verwiesen.
Ende Oktober 1938 wurden bei der so genannten „Polenaktion“ etwa 60 ursprünglich aus Polen stammende, männliche Juden aus Karlsruhe an die Grenze nach Zbąszyń (Bentschen) abgeschoben, ihre Familien folgten zumeist nach. Viele von ihnen kamen in der Folge in polnischen Ghettos und Lagern ums Leben.
Während des Novemberpogroms am 9./10. November 1938 wurde die Synagoge in der Kronenstraße teilweise zerstört und die Synagoge in der Karl-Friedrich-Straße in Brand gesteckt. Betsäle, jüdische Geschäfte und Wohnungen wurden verwüstet, Menschen von organisierten Horden verprügelt. Mehrere Hundert jüdische Männer kamen in „Schutzhaft“ und wurden in den Tagen darauf in das KZ Dachau verschleppt, misshandelt und zur baldigen Auswanderung gedrängt.
Der Karlsruher Adolf Loebel rettete aus der zerstörten Synagoge Kronenstraße eine etwa im 13. Jahrhundert in Krautheim entstandene Torarolle, versteckte sie auf dem Dachboden des angrenzenden Gemeindehauses und brachte sie bei seiner Auswanderung 1945 in die USA. Später übergab er dieses vielleicht älteste erhaltene Sefer Tora Badens dem Sir Isaac and Lady Edith Wolfson Museum in Jerusalem.
Am 22. Oktober 1940 wurden in der „Wagner-Bürckel-Aktion“, 15 Monate vor der Wannseekonferenz, fast 900 Männer, Frauen und Kinder aus den Wohnungen geholt und per Bahn in das im unbesetzten Süden Frankreichs nahe den Pyrenäen liegende Lager Gurs deportiert. Von dort aus wurden sie zum großen Teil später in die Vernichtungslager im Osten weiter deportiert und dort ermordet. Über ein Drittel der jüdischen Vorkriegsbevölkerung der Stadt, fast 1100 Menschen, verloren im Holocaust ihr Leben.

### 1945 bis heute

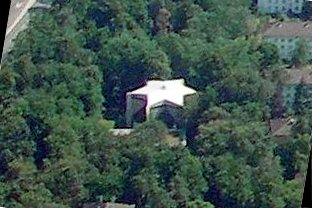
Die neue Synagoge hat den Grundriss eines Davidsterns

Nach 1945 kehrten vereinzelt Mitglieder der Gemeinde in die ehemalige Heimatstadt zurück, so aus den Familien Nachmann, Freund und Weißmann. Verfolgte aus Osteuropa kamen aus den DP-Lagern hinzu und begannen in der Herrenstraße 14 ein neues Gemeindeleben. Ab den späten 1980er Jahren belebte die Zuwanderung aus Russland und den GUS-Staaten die überalterte Religionsgemeinschaft. Heute hat die Synagogengemeinde in der Knielinger Allee annähernd 900 Mitglieder und versteht sich als Einheitsgemeinde, die verschiedenen Richtungen eine Heimat bietet. Gebetet wird nach orthodoxem Ritus. Die Karlsruher Gemeinde hat heute einen hauptamtlichen Vorbeter, Menachem Brummer und mit Shlomo Babayev einen Rabbiner. Es gibt eine Kita und Religionsunterricht, der Bau einer Mikwe ist geplant.

## Rabbiner und Kantoren (Auswahl)
- Nathan Uri Cahn (?–1750), Rabbiner von 1718 bis 1749
- Netanel Weil (1687–1769), Oberrabbiner von 1750 bis 1769 („Korban Netanel“)
- Tiah Weil (1721–1805), Rabbiner von 1770 bis 1805
- Ascher Löw (1754–1837), Oberrabbiner von 1809 bis 1837
- Elias Willstätter (1796–1842), Rabbinatsverweser von 1837 bis 1842
- Benjamin Willstätter (1813–1895), Rabbiner von 1842 bis 1874
- Adolf (Arie) Schwarz (1846–1931), Rabbiner von 1875 bis 1893
- Leopold Treitel (1845–1931), 2. Stadtrabbiner von 1884 bis 1895
- David Sander (1867–1939), 2. Stadtrabbiner von 1895 bis 1896
- Salomon Posner (1866–1942), 2. Stadtrabbiner von 1897 bis 1903
- Moses Lippmann (1867–1945), Kantor und Religionslehrer von 1896 bis 1934[9]
- Juda Bergmann (1874–1956), 2. Stadtrabbiner im Jahr 1903[10]
- Samuel Rubin (1846–1909), Oberkantor bis 1909, Schüler von Salomon Sulzer
- Julius Zimels (1872–1955), 2. Stadtrabbiner von 1904 bis 1912
- Meier Appel (1851–1919), Stadtrabbiner von 1894 bis 1919
- Simon Metzger (1878–1955), Kantor von 1914 bis 1925, Oberkantor bis 1939
- Siegfried Speyer (1876–1942), Kantor und Religionslehrer von 1923 bis 1939
- Hermann Löb (1884–1962), 2. Stadtrabbiner von 1913 bis 1917
- Viktor Kurrein (1881–1974), 2. Stadtrabbiner 1918, Stadtrabbiner von 1919 bis 1923
- Julius Cohn (1878–1940), 2. Stadtrabbiner von 1919 bis 1925
- Hugo Schiff (1892–1986), Stadtrabbiner von 1925 bis Ende 1938
- Hans (Yaakov) Andorn (1903–1945), 2. Stadtrabbiner von 1932 bis 1934
- Ulrich Steuer (1912–1973), 2. Stadtrabbiner 1934 bis 1936
- Jakob Wechsler (1882–1942), Kantor und Religionslehrer von 1939 bis 1940
- Zeev-Wolf Rubins (* 1972), Rabbiner von 2010 bis 2013[11][12]
- Arie Folger (* 1974), Rabbiner von 2014 bis 2016[13]
- Shlomo (Zalman) Jhudovitz (* 1971), Rabbiner von 2019 bis 2021
- Shlomo Babayev (* 1965), Rabbiner seit 2021